# WLTP
WLTPとは、英語: Worldwide harmonized Light duty driving Test Procedure の頭文字で、日本では「乗用車等の国際調和排出ガス・燃費試験法」と日本語に翻訳される。乗用車および小型商用車（英: LDV：Light-duty Vehicle）の燃費や二酸化炭素および大気汚染物質の排出レベルについて、国際的に整合した標準試験方法を定めるものである。
WLTPはWLTC（Worldwide harmonized Light Vehicle Test Cycles）の試験サイクルに加え、他に車両の型式認証に必要な多くの手順（排出ガス規制など）を定義している。
これにより、現在は各国や地域が独自に設定している排出ガス・燃費の試験サイクル・試験方法が統一され、自動車メーカーは一度の試験で複数の国・地域での認証に必要なデータが取得可能となること（大幅なコストダウン）が期待されている。

## 概要
国際連合欧州経済委員会が主導して、世界共通の排出ガス試験方法を作成する活動である。走行パターンを検討する試験サイクル開発グループ（DHC：development harmonized cycle）と、試験法開発グループ（DTP：Development Test Procedure）からなり、参加国の協力によって世界中の実運転状況をカバーしうる共通の走行パターンの作成と世界統一試験法の作成を行っている。各国の実際の運転状況を調査し、それを統計処理を行うことにより走行パターンを作成する手法を用いており、日本では日本自動車研究所が受託研究を行った。
2014年3月に、スイスのジュネーブで開催された国際連合自動車基準調和世界フォーラム 第162回会合において、乗用車等の国際調和排出ガス・燃費試験法（WLTP）の世界統一技術規則（GTR）として成立した。
なお、WLTPインフォーマルグループは、2021年まで活動予定で、3つのフェーズに分かれている。当初計画では、各フェーズの活動期間はPhase1が2009年〜2013年、Phase2が2014年〜2018年、Phase3が2019年〜2021年となっている。Phase1では通常温度での基本的な排ガス、燃費測定の試験法、Phase2では高地試験、低外気温試験など環境条件及び耐久性確認試験法などを作成する。さらにPhase3では、排出ガス規制値や試験燃料の統一を目指す。
国土交通省は、2016年（平成28年）10月31日、日本国内の排出ガス/燃費試験の基準を、従来のJC08モードから2018年10月よりWLTPに全面的に移行する旨を発表した。一部のメーカーでは2017年夏発売の車種から先行してWLTCモード走行試験の認可取得を始めた。
なお、アメリカ合衆国の環境保護庁は、この新しい燃費測定方法から早々に離脱している。